# Galium kinuta
Galium kinuta là một loài thực vật có hoa trong họ Thiến thảo. Loài này được Nakai & H.Hara mô tả khoa học đầu tiên năm 1933.